# Пампасник великий
Пампа́сник великий (Embernagra platensis) — вид горобцеподібних птахів родини саякових (Thraupidae). Мешкає в Південній Америці.

## Опис
Довжина птаха становить 20,5-23 см. Верхня частина тіла сірувато-оливково-зелені, скроні чорнувато-сірі, крила яскраво-оливково-зелені, покривні пера крил жовтуваті. Груди сіруваті, живіт білуватий, боки і гузка буруваті. Хвіст відносно довгий, округлої форми, зверху оливково-зелений, знизу оливково-жовтий. Дзьоб яскраво-оранжевий, зверху бликучо-чорний.

## Підвиди
Виділяють чотири підвиди:

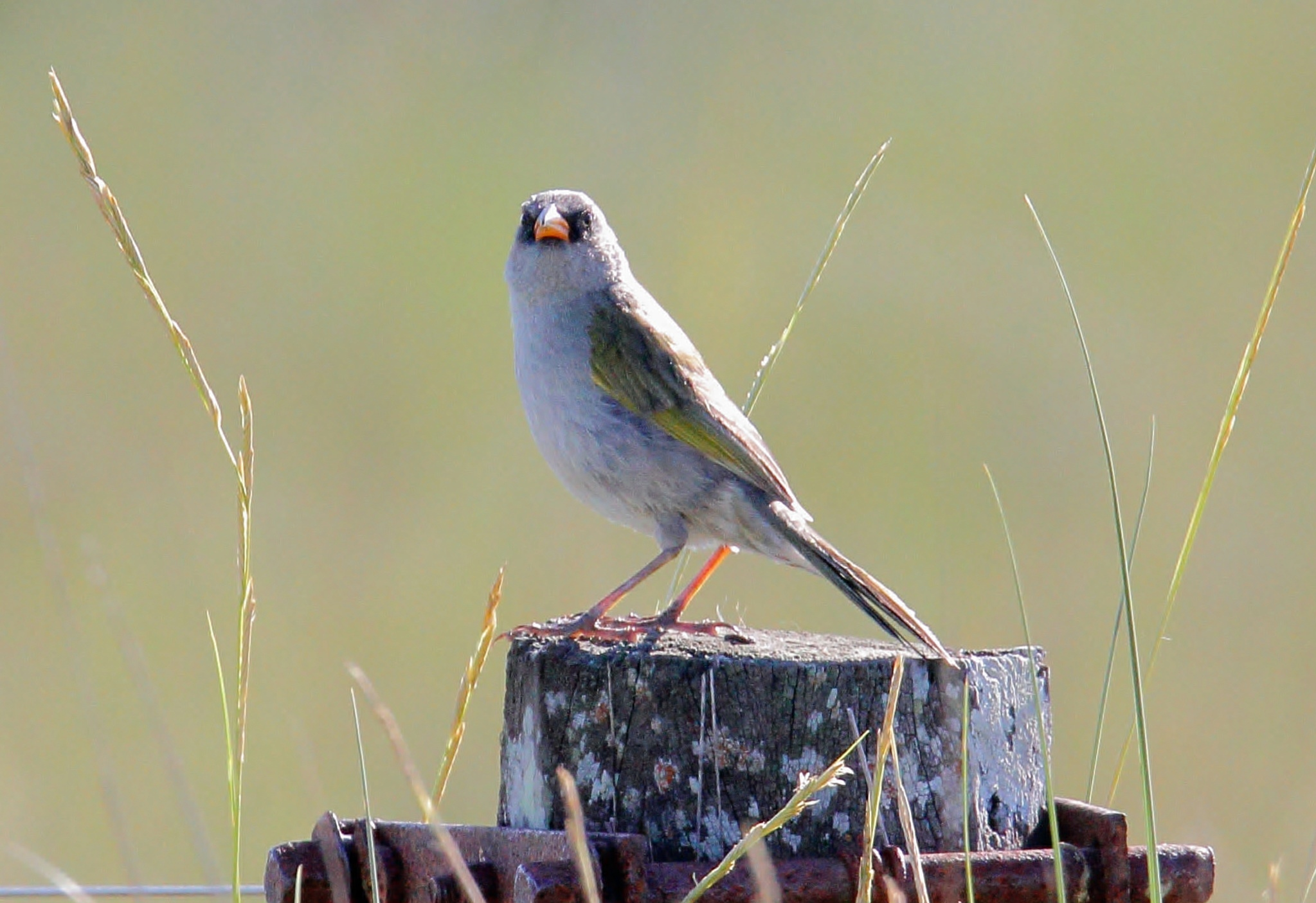
Великий пампасник

- E. p. platensis (Gmelin, JF, 1789) — північна Болівія, центральний і східний Парагвай, південно-східна Бразилія, Уругвай і східна Аргентина;
- E. p. olivascens d'Orbigny, 1839 — південно-східна Болівія, західний Парагвай і північна Аргентина;
- E. p. catamarcana Nores, 1986 — Катамарка (північно-західна Аргентина);
- E. p. gossei Chubb, C, 1918 — захід центральної Аргентини.

## Поширення і екологія
Великі пампасники мешкають в Болівії, Бразилії, Парагваї, Уругваї і Аргентині (на південь до Ріо-Негро). Вони живуть на луках, зокрема на заплавних, у вологих і високогірних чагарникових заростях, на болотах та на пасовищах, в пампі. Зустрічаються парами, на висоті до 3500 м над рівнем моря, переважно на висоті до 2500 м над рівнем моря. Живляться насінням і комахами, яких шукають в траві. Гніздяться в густій траві, поблизу землі. Гніздо чашоподібне, зроблене з рослинних волокон, стебел і листя, встелене тонкими рослинними волокнами. Самиця двічі на рік відкладає 3 білих яйця, поцяткованих коричневими плямками.